# Arthur Achleitner

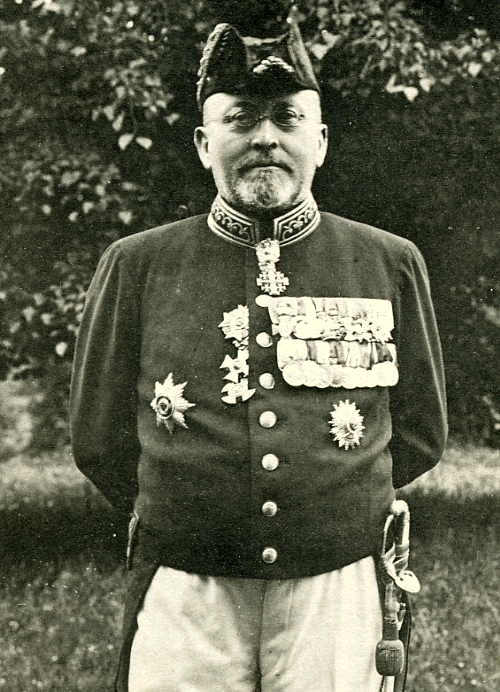
Arthur Achleitner (1922)

Arthur Achleitner (* 16. August 1858 in Straubing; † 29. September 1927 in München) war ein deutscher Schriftsteller.

## Leben
Achleitner war der Sohn des Straubinger Stadtpfarrchoralisten Innozenz Achleitner. Dieser schickte seinen Sohn sehr früh aufs örtliche Gymnasium und auf die Universität in Salzburg, um ihm ein Lehramts-Studium zu ermöglichen. Nach dem Tod des Vaters brach Achleitner sein Studium sofort ab und bereiste fast ganz Europa.
Von seiner ersten Reise entlang Rhein und Donau bis fast ans Schwarze Meer berichtete er in spannend geschriebenen Feuilletons mehrerer großer Zeitungen. So finanzierte er nicht nur die Reise, sondern fand auch zur Schriftstellerei. Auf diese Weise auf ihn aufmerksam geworden, bot ihm um 1878 die Süddeutsche Presse in München eine Tätigkeit als Redakteur an. Achleitner bekleidete diese Stelle, bis die SP ihr Erscheinen einstellte. Ab dann lebte er in München als freier Schriftsteller.
Als solcher bereiste er in den Sommermonaten die Bergwelt von Bayern bis in die Steiermark, wo er auch als begeisterter Jäger u. a. in den wittelsbachischen und habsburgischen Jagdrevieren ein gern gesehener Gast war. Seine Erlebnisse thematisierte er in seinen Heimatromanen, besonders aber auch in seinen Jagdnovellen. 1897 verlieh Friedrich I., Herzog von Anhalt, Achleitner den Titel eines Professors und drei Jahre später, 1900, den Titel eines Hofrats. Weitere drei Jahre später, 1903, wurde Achleitner durch den gleichen Landesherrn zum Geheimen Hofrat befördert. Am 29. September 1927 starb er neunundsechzigjährig in München und fand seine letzte Ruhestätte auf dem Sendlinger Friedhof.
Arthur Achleitner war Mitglied des Päpstlichen Ritterordens vom Heiligen Grab zu Jerusalem.

## Werke
- Geschichten aus den Bergen. 4 Bände. Philipp Reclam. Leipzig (1889–1892)
  - 1. Band. Leipzig (1889?). Reclam Universal-Bibliothek (RUB), Bd. (2625)
  - 2. Band. Leipzig 1890. RUB Bd. (2696)
  - 3. Band. Leipzig 1891. RUB Bd. (2769)
  - 4. Band. Leipzig 1892. RUB Bd. (2963)
  - 5. Band. Leipzig 1895. RUB Bd. (3323)
    - Geschichten aus den Bergen Neuauflage 2017, Hofenberg, Berlin 2017, nach der Neuausgabe von 1913, ISBN 978-3-7437-1756-5.
- Im Passionsdorfe. Originellster Führer zu den Passionsspielen in Oberammergau. Scherzer. München 1890. (Oberammergau Sammlung von Schriften über das Passionsspiel von 1890)
- Aus dem Hochland. Berggeschichten, Skizzen und Culturbilder aus der bayerischen und österreichischen Alpenwelt. E.Stahl, München 1892.
- Tirol und Vorarlberg. Neue Schilderung von Land und Leuten. Mit farb. Trachtenbildern. Payne. Leipzig 1894. XI.
- Grüne Brüche. Schilderungen und Erzählungen aus dem Wild- und Waidmannsleben des Hochgebirges. Adolf Bonz & Comp. Stuttgart 1894
- Fels und Firn. Erzählungen aus den Bergen. Adolf Bonz & Comp. Stuttgart 1895.
- Grenzerleut´. Bilder aus den Alpen. (Ein treues Leut. Achterdrusch und Puchlmusik). Verein für Deutsches Schriftthum. Berlin 1896.
- Im grünen Tann. Schwarzwaldnovellen. 8. – 10. Tsd. Verein der Bücherfreunde. Berlin 1896. (6. Jahrgang, Band 3) (Online – Ressource. Jazzybee Verlag. Altenmünster 2012, ISBN 978-3-8496-0387-8), Neuauflage Hofenberg, Berlin 2016, ISBN 978-3-86199-010-9.
- Der Forstmessias. Verein der Bücherfreunde Schall & Grund. Berlin 1897.
- Die Herzogskerze. Verein der Bücherfreunde Schall & Grund. Berlin 1897.
- Der Hirsch von Eßlingen. Roman. Verein der Bücherfreunde Schall & Grund. Berlin 1897 (7. Jg., Band 1)
- Amor im Hochland. Liebesbilder aus den Alpen. Müller – Mann. Leipzig 1899 mit Abb.
- Bergrichters Erdenwallen. Ein Hochlandroman, Berlin, A. Schall, 1900. Neuauflage Hofenberg, Berlin 2016, ISBN 978-3-86199-012-3.
- Wilderer – Raubschützen. 1901
- Celsissimus. Salzburger Roman. Verein der Bücherfreunde A. Schall, Berlin 1901 (11. Jg., Band 2). Neuauflage Hofenberg, Berlin 2016, ISBN 978-3-86199-030-7.
- Themis im Gebirge. Zwei Erzählungen aus dem Allgäu. C. Duncker. Berlin 1902.
- Das Schloß im Moor (1903) (Digitalisiert: 21.3.2008 nach 2. Auflage 1908). (Digitalisat)
- Hüben und Drüben: Grenzroman aus dem Hochland. Verlag Otto Janke, Berlin 1903. Digitalisat des ersten und zweiten Teils.
- Das Bähnle. Humoristischer Hochlandsroman. J. Hubhl, Negensburg 1904.
- Stöffele. Lebensbild eines tirolischen Heldenpriesters. 2. Auflage. Verlag Josef Habbel. Regensburg – Wien (1918).(1. Aufl 1904?)
- Exzellenz Pokrok. Gebr. Paetel. Berlin 1905.
- Die Hofjagdleiter, 1907 abgedruckt als Fortsetzungsroman in der Schlesischen Volkszeitung
- Unter den Hohen Tauern. Ein Roman aus der Steiermark. Gebr. Paetel. Berlin 1911. Neuauflage Hofenberg, Berlin 2021, ISBN 978-3-7437-4010-5.
- Reisen im slavischen Süden (Dalmatien und Montenegro). Gebr. Paetel. Berlin 1913. (Digitalisat)
- Themis und Diana. Gebr. Paetel. Berlin 1913.
- Scheiblerblut. B.Elischer Nachf. Leipzig o. J. (1915?)
- Der Finanzer. Eine Erzählung vom Bodensee. Hesse und Becker Verlag, Leipzig 1916. Neuauflage Hofenberg, Berlin 2016, ISBN 978-3-86199-008-6.
- Fröhliches aus dem Leben. Erzählungen: Die Henne im Zollamt, Die goldene Glocke, Ferkel im Heu, Stichproben auf die Volkstümlichkeit, Kittekprotektion, Schmuggel auf der Lokomotive. Verlag Josef Habbel. Regensburg 1919.
- Aus Kroatien. Skizzen und Erzählungen. Eckstein. Leipzig 1920. Neuauflage Hofenberg, Berlin 2016, ISBN 978-3-86199-014-7.
- Ein Bremserleben. Erzählung. Schriftenvertriebsanstalt, Berlin 1921.
- Die Jagdjunker. Ein Roman aus dem Wiener Rokoko. Parey, Berlin 1922 Grüne Bücher, Nr. 13
- Von der Umsturznacht bis zur Totenbahre. Die letzte Leidenszeit König Ludwigs III. (König von Bayern). Veduka – Verlag, Dillingen a. D. – München 1922.
- Büchsenspanner. 3. Bände. Veduka – Verlag, Dillingen a. D. – München 1922/23.
- Der Glämmerspion. Erzählung aus dem Dienstleben auf der Arlbergbahn. Schriftenvertriebsanstalt, Berlin (um 1926)
- Jagdparadiese in Wort und Bild Schilderungen Verlag von Gebrüder Paetel - Berlin 1913